# کارلو دله پیانه
کارلو دله پیانه (ایتالیایی: Carlo Delle Piane؛ زادهٔ ۲ فوریهٔ ۱۹۳۶ - درگذشته ۲۳ اوت ۲۰۱۹) بازیگر و کارگردان اهل ایتالیا بود.

## جوایز
وی در سال ۱۹۸۴ برنده جایزهٔ روبان نقره‌ای بهترین بازیگر مرد شده‌است.

## گزیده فیلم‌شناسی
از فیلم‌هایی که وی در آن نقش داشته‌است، می‌توان به هفت بی‌غیرت ارجمند، یک خدمتکار سیاه‌پوست خوشگل، فرشته مقرب، فرشته مقرب، بلیت‌ها، قلب و روح، ما سه نفر، معلم مدرسه، خانم دکتر بیمارستان ارتش، پوکر در رختخواب، شوالیه‌های سفر تجسسی و من و پادشاه اشاره کرد.